# Gerhard Helbig (Fußballspieler)
Gerhard Helbig (* 13. April 1925 in Plauen; † 31. Mai 2011) war Fußballspieler in Leipzig und Ost-Berlin. Mit der BSG Chemie Leipzig wurde er 1951 DDR-Fußballmeister. Später wurde er zum Vizepräsidenten des DDR-Fußballverbandes berufen.
In Fußballsaison 1948/49 absolvierte der 23-jährige Linksaußenstürmer 25 Punktspiele für die SG Leipzig-Leutzsch in der Bezirksklasse Nordwestsachsen und erzielte dabei 15 Tore. Im März 1948 wechselte er im Zuge der Zusammenlegung mehrerer Leipziger Sportgemeinschaften zur ZSG Industrie Leipzig, mit der er alle sechs Spiele um die Sächsische Fußballmeisterschaft bestritt. 1949/50 gehörte die ZSG zu den Gründungsmitgliedern der neu eingeführten Oberliga des Deutschen Sportausschusses, der höchsten Fußballklasse der Sowjetischen Besatzungszone, später DDR-Oberliga. In dieser Spielzeit kam Helbig jedoch nur in einem Pokalspiel im August 1949 sowie in einigen Freundschaftsspielen zum Einsatz. In der zweiten Oberligasaison 1950/51 gingen die Leipziger unter der neuen Bezeichnung BSG Chemie an den Start und wurden am Ende DDR-Meister. Helbig wurde vom 5. Spieltag an eingesetzt und bestritt anschließend, zunächst als Stürmer auf dem rechten, später auf dem linken Flügel eingesetzt, sämtliche Punktspiele. Bei diesen 31 Einsätzen kam er sechsmal zum Torerfolg. Er gehörte bis Ende 1952 zum Aufgebot der BSG Chemie und kam bis dahin auf insgesamt 71 Oberligaspiele, in denen er 14 Tore schoss. In dieser Zeit spielte er sowohl als Angreifer auf beiden Flügeln wie zeitweise auch als Mittelstürmer.
Ab Oktober 1952 begann die Polizeisportvereinigung Vorwärts KVP Leipzig, Spieler der BSG Chemie Leipzig zur Verstärkung der eigenen Oberligamannschaft abzuwerben. Bis Dezember 1952 wechselten acht Chemie-Spieler zur SV Vorwärts, unter ihnen war auch Gerhard Helbig. Bereits am 12. April 1953 wurde die Vorwärtsmannschaft nach Ost-Berlin umgesetzt, wo sie als SV Vorwärts KVP Berlin den Rest der Saison absolvierte und anschließend in die zweitklassige DDR-Liga absteigen musste. In diesem halben Jahr bestritt Helbig neun Oberligaspiele als linker Angreifer für die SV Vorwärts. Nach einem Jahr in der DDR-Liga kehrte Helbig im Sommer 1954 nach Leipzig zurück und schloss sich dem neu gegründeten SC Lokomotive Leipzig an. Dort wurde er vom Januar 1955 an bis zum Saisonende in sieben Oberligapunktspielen als Flügelstürmer eingesetzt und war mit einem Tor erfolgreich. Im Herbst 1955 wurde eine Übergangsrunde zur Umstellung auf die Kalenderjahrsaison ausgetragen, in der Helbig am 3. September 1955 sein letztes Erstligaspiel bestritt. In der Partie SC Lok – SC Einheit Dresden (3:0) wurde er in der 85. Minute eingewechselt. Bei der BSG Chemie Leipzig West ließ er in der Kreisklasse seine Spielerlaufbahn ausklingen.
Nach seiner Laufbahn als Fußballspieler promovierte Helbig und wurde 1961 zum Vizepräsidenten des DDR-Fußballverbandes berufen.